# Oleg Imriekow
Oleg Jewgienjewicz Imriekow, ros. Олег Евгеньевич Имреков (ur. 10 lipca 1962 w Omsku, Rosyjska FSRR, zm. 26 stycznia 2014 w Moskwie) – rosyjski piłkarz, grający na pozycji pomocnika.

## Kariera piłkarska

### Kariera klubowa
Wychowanek Szkoły Piłkarskiej w Omsku. W 1981 rozpoczął karierę piłkarską w klubie Fakieł Tiumeń, występującym w III lidze ZSRR. W 1983 powrócił do rodzimego miasta, gdzie bronił barw miejscowego Irtysza Omsk. Latem 1984 został zaproszony do CSKA Moskwa i zadebiutował w wyższej lidze ZSRR, ale po pół roku powrócił do Irtysza Omsk. W latach 1986–1987 występował w Rotorze Wołgograd, po czym przeszedł do Czornomorca Odessa. Latem 1990 roku powrócił do Moskwy, gdzie został piłkarzem Spartaka Moskwa. Latem 1991 roku wyjechał zagranicę i podpisał kontrakt z austriackim klubem Stahl Linz. Po trzech sezonach powrócił do Rosji, a dopiero w 1996 ponownie zagrał, tym razem w Czernomorcu Noworosyjsk. W 1997 zakończył karierę piłkarską w podmoskiewskim Dinamo Szatura.

## Kariera trenerska
Po zakończeniu kariery piłkarskiej od 2003 pracował w klubie Zenit Moskwa. Najpierw pomagał szkolić rezerwy dla klubu, a potem pracował na stanowisku trenera klubu. 
26 stycznia zmarł w Moskwie.